# Anolis nelsoni
Anolis nelsoni es una especie de iguanios de la familia Dactyloidae.

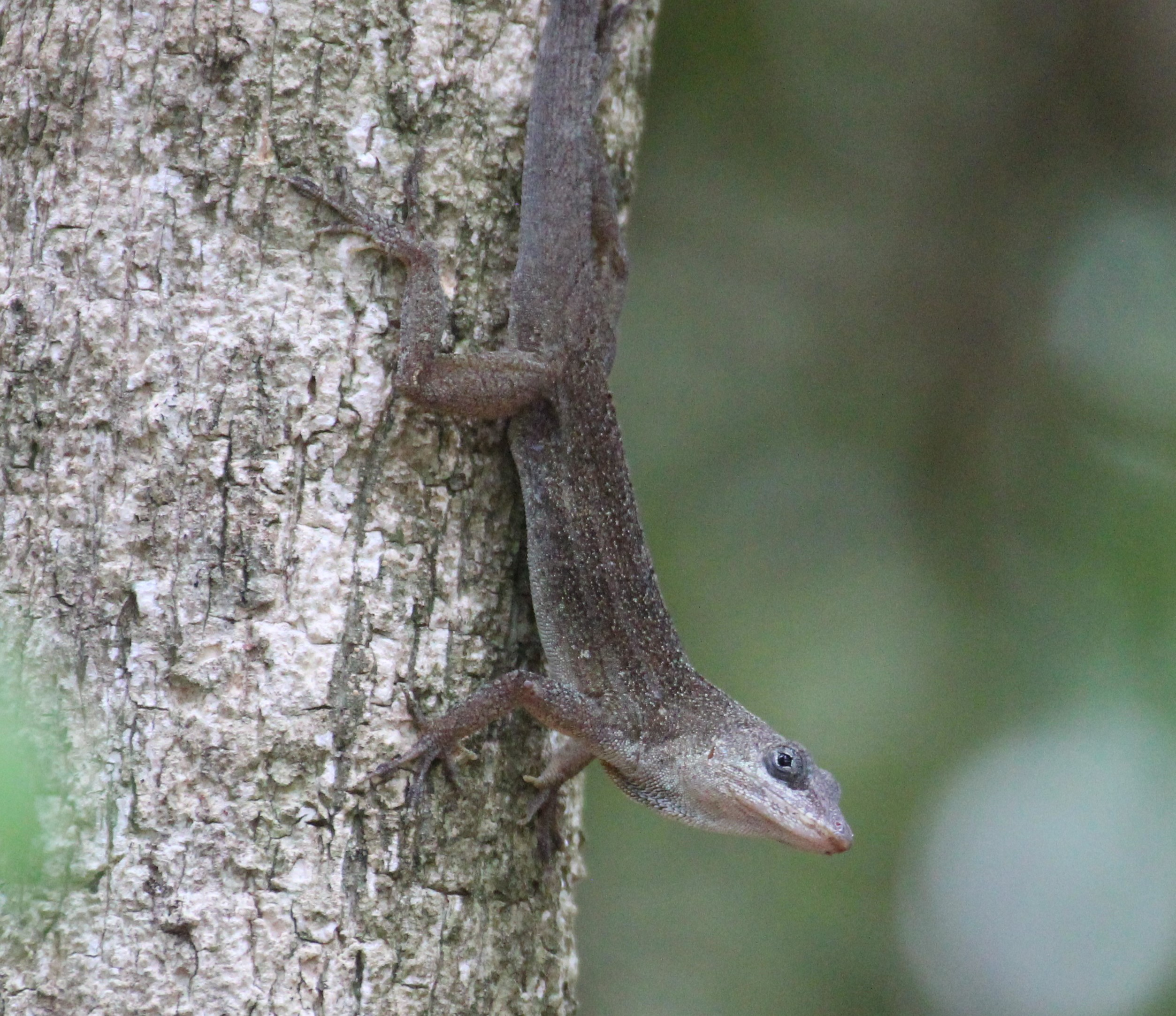
Anolis nelsoni. En los árboles de las islas del Cisne.

## Distribución geográfica
Es endémica de las islas del Cisne (Honduras).